# Saba 248
Le Saba 248 est un hélicoptère multi-rôle léger conçu et fabriqué de manière autonome en République Islamique d'Iran mis en service en 2019. C'est un appareil bimoteur, conçu pour deux membres d'équipage et six passagers.

## Historique et présentation
L'hélicoptère iranien Saba 248 est dévoilé le 7 mars 2017, en présence de l'ancien ministre iranien de la Défense, Hossein Dehghan, qui confirme dans sa déclaration lors de la cérémonie : « Compte tenu du besoin urgent du pays en hélicoptères de taille moyenne, nous avons conçu, fabriqué et produit l'hélicoptère Saba 248 ».

## Fabrication et conception
Le Saba 248 a été conçu et fabriqué par des experts et ingénieurs locaux de la République d'Iran, en associant les compétences du Ministère de la défense et de la logistique des forces armées iraniennes et de la société IHSRC, ainsi que des universités, des centres scientifiques et de recherche de diverses industries du ministère iranien de la Défense.

## Caractéristiques

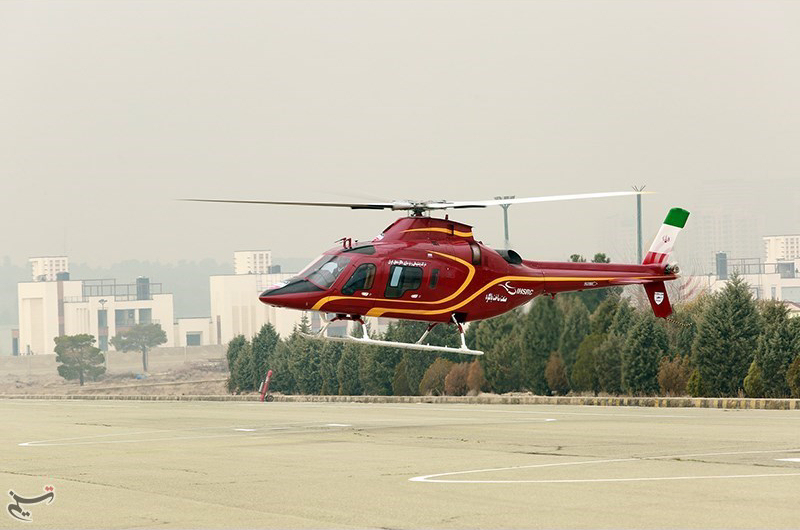
Le prototype en vol lors de sa présentation.

Le Saba 248 appartient à la classe des hélicoptères légers multi-rôles. L'appareil est équipé de deux moteurs entraînant un rotor quadripale et dispose de huit sièges. Il peut être utilisé pour le transport de fret et de passagers ainsi que les opérations de secours, de sauvetage et d'imagerie de relevé aérien et de surveillance. Il peut par ailleurs être utilisé dans les opérations navales. Selon les autorités iraniennes, cet hélicoptère est équipé des dernières technologies dans le domaine de la navigation, du guidage et des systèmes mécaniques et peut continuer à voler en cas de défaillance de l'un de ses moteurs cesse de fonctionner,,.

### Version militaire
Le Saba 248 peut être utilisé en tant qu'hélicoptère de combat, ou également utilisé pour d'entraînement, selon le commandant du corps d'hélicoptères de l'armée iranienne, le brigadier pilote Yusef Qurbani,.

## Exportation
Selon l'ancien ministre iranien de la Défense Hossein Dehghan, le Saba 248 est disponible à l'exportation en version militaire ou civil, en particulier vers les pays islamiques,.